# Insurgență
Insurgența este o mișcare organizată, care urmărește răsturnarea unui guvern legal constituit, prin utilizarea acțiunilor subversioniste și a conflictului armat. Principala țintă a insurgenței este puterea politică. 
Tacticile insurgente, care aplică, de obicei, războiul de gherilă, sunt în general bazate pe celule mici care desfășoară acțiuni bazate pe tehnicile de infanterie, folosesc intens informațiile culese, planifică detaliat acțiunile, folosesc tehnici simple de manevră, surprindere, infiltrare și de subminare a moralului inamicului. Bazele de dispunere a forțelor de guerilă sunt bine securizate și beneficiază de o rețea de avertizare timpurie bine pusă la punct, formată din luptători și din civili simpatizanți ai acestora.
Cel dintâi care a definit insurgența modernă ca o luptă în primul rând politică și care a utilizat-o cu succes atât împotriva trupelor japoneze de ocupație, cât și după cel de-al Doilea Război Mondial, în lupta împotriva guvernului naționalist condus de Chiang Kai-Shek, până în 1949, când a fost proclamată Republica Populară Chineză a fost liderul comunist chinez Mao Zedong .

### Contrainsurgența
Acțiunile militare, paramilitare, politice, economice, psihologice sau civice adoptate de guvern pentru a înfrânge insurgența se numesc contrainsurgență.
Contrainsurgența nu este nici pe departe o tehnologie infailibilă sau o știință exactă. Este mai degrabă un teren al creativității și imaginației. Obiectivul ei psihologic este de a-i convinge pe insurgenți că au mai mult de câștigat din negocieri decât din rezistența militară, că insurgența nu își poate atinge obiectivele strategice.
Fundamentele tehnologiei contrainsurgenței au fost enunțate de un ofițer al armatei franceze, căpitanul David Galula care în 1945 a fost trimis la Beijing ca adjunct al atașatului militar pe lângă Ambasada Franței. Timp de trei ani, a învățat tehnica conflictului de gherilă, fiind martorul insurecției populare conduse de Mao Zedong, ulterior a studiat atent operațiunile de contrainsurgență ale britanicilor din Malaezia și cele desfășurate de armata americană în Filipine. Din toate acestea, Galula a înțeles că, în codițiile unei unsurgențe, cele două elemente principale ale războiului convențional, distrugerea forțelor inamicului și cucerirea teritoriului, căpătau dintr-o dată o valoare tactică redusă, chiar secundară. Miza cea mai mare devenea populația. Pentru Galula, natura insurgenței, cât și a contrainsurgenței se reducea la o competiție de guvernare pentru mobilizarea sprijinului populației.
Dacă sunt privați de sprijinul populației civile locale, insurgenții devin o amenințare mult mai puțin periculoasă și controlabilă. Prin urmare, scopul unei operațiuni de contrainsurgență se bazează pe câștigarea loialității și a sprijinului populației locale. Trebuie, însă, avut în vedere că adesea insurgenții îi ucid pe localnicii care au îndrăznit să coopereze cu forțele contrainsurgente pentru securizarea comunităților lor.